# Polidoro da Lanciano
Polidoro de Rienzo da Lanciano parfois Polidoro de’ Renzi (Polidoro ; Polidoro Lanzani ; Polidoro Veneziano), né à Lanciano vers 1510/1515 et mort à Venise 21 juillet 1565, est un peintre italien  actif au XVIe siècle.

## Biographie
Polidoro da Lanciano est le fils de Paolo de' Renzi et d'une mère inconnue, vers 1510/1515. Les informations sur la vie de Polidoro da Lanciano sont rares. Il est né à Lanciano, une ville située à quelques kilomètres d'Ortona, un port de la mer Adriatique dans la région des Abruzzes, au sud-est de Pescara  en Italie. Son grand-père, Alessandro Rienzo, est peintre céramiste à Lanciano. D'après un document vénitien, l'année de naissance de Polidoro serait 1515. À un âge précoce il déménage à Venise et son nom prend la forme vénitienne « Lanzani ». Il commence sa formation artistique. Sa première mention dans les documents vénitiens officiels date de 1536, alors qu'il a 21 ans. Son nom apparaît en tant que témoin d'un document en 1536 et 1549.
Son dernier testament porte sa signature et est daté du 20 juillet 1565. Il est mort le lendemain à l'âge de 50 ans. Compte tenu de la ressemblance avec le style du Titien (1488-1576) il a probablement travaillé dans son atelier dans les années 1530-1540 la création d'un atelier propre étant à l'époque une pratique courante.
Le style de Polidoro de Rienzo da Lanciano est influencé par Bonifazio Veronese (1487-1557) et Paolo Veronese (1528-1588),.
Polidoro est mort à Venise dans la contrade ou quartier San Pantalon (la forme vénitienne de saint Pantaléon), autour de l'Église San Pantalon, où il a demeuré pendant trente ans, le 21 juillet 1565, après une fièvre qui a duré six mois..

## Postérité
Le tableau  Vierge à l'Enfant avec saint Joseph et sainte Catherine d'Alexandrie, conservé à l'Académie Carrara et provenant de la collection de Giacomo Carrara depuis 1796, a été choisi par la Poste italienne en 2015 pour réaliser un timbre de Noël pour Noël 2015.

## Œuvres
- Cristo e l'adultera, Pinacothèque Tosio Martinengo, Brescia et Musée des Beaux-Arts de Budapest.
- Riposo in Egitto con san Giovannino, Le Louvre, Paris.
- La Sacra famiglia con santa Maddalena e un patrizio veneziano, Gemäldegalerie, Dresde

En Italie
- Il convito degli dei, Musée de Capodimonte, Naples.
- La discesa dello Spirito Santo, Gallerie dell'Accademia, Venise.
- Mariage mystique de Sainte Catherine, Ca 'Rezzonico, Venise.
- Mariage mystique de Sainte Catherine, Basilique Santa Maria Gloriosa dei Frari, Venise.

Au Royaume-Uni :  
- Fitzwilliam Museum
  - La Sainte Famille avec l'Enfant Saint Jean-Baptiste et Sainte Catherine.
  - Vierge à l'Enfant avec Sainte Catherine, Marie-Madeleine et Sainte-Barbara.
- Glasgow Museums
  - Le Mariage Mystique de Sainte Catherine (v.1540–1550).
- Courtauld Gallery
  - Vierge à l'Enfant avec Sainte Catherine ( ?) et Saint Jérôme dans un Paysage.
- Blairs College (en)
  - Vierge à l'Enfant avec Saint Luc et un Donateur à Genoux (Vision de saint Stanislas).
- Government Art Collection (en) (Cercle de Polidoro)
  - Vierge à l'Enfant, Saint François et Saint Joseph avec un Donateur.
- Moseley Old Hall (en) (Cercle de Polidoro)
  - Vierge à l'Enfant avec le petit saint Jean.

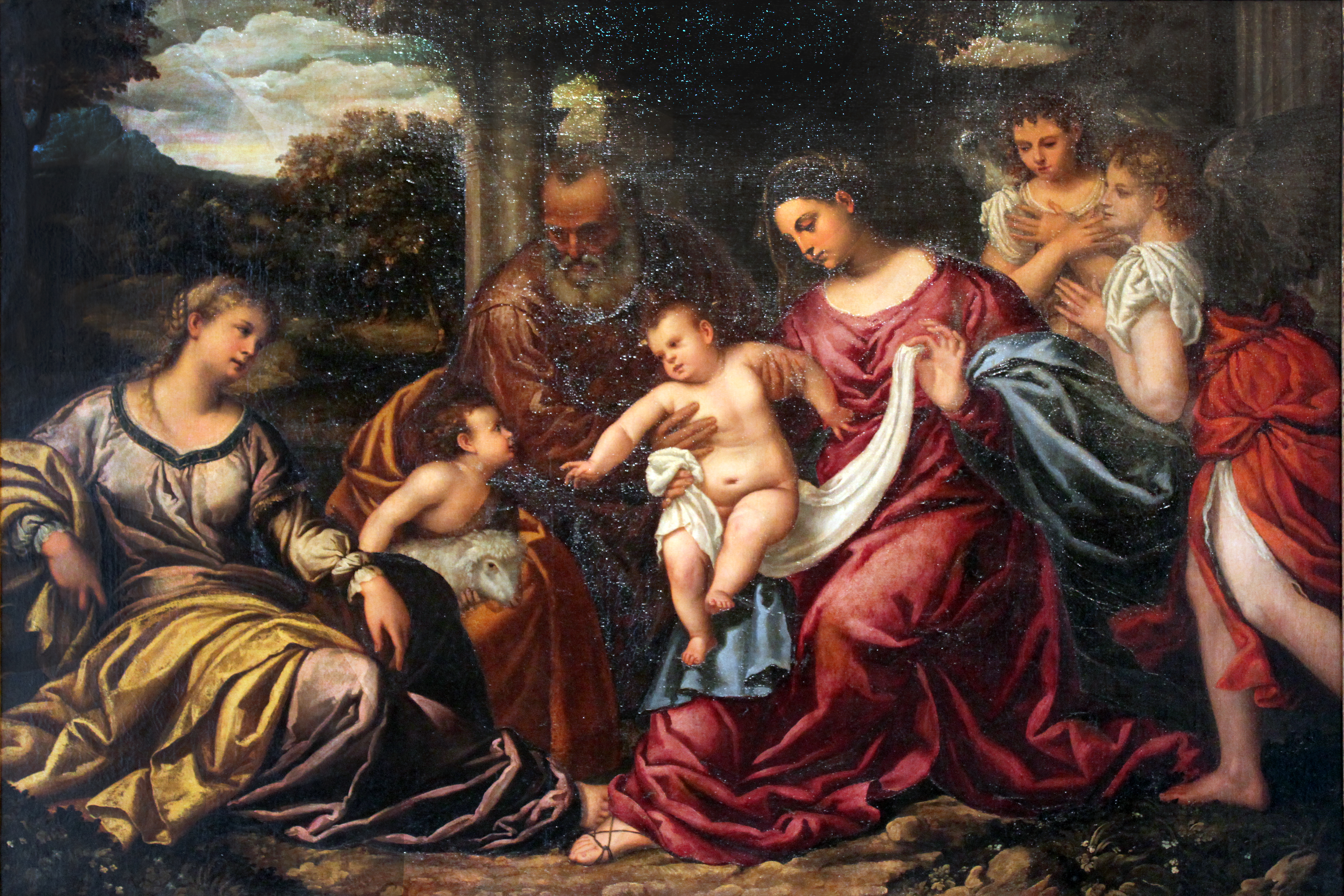
La Sainte Famille avec sainte Catherine d'Alexandrie et le Petit saint Jean.
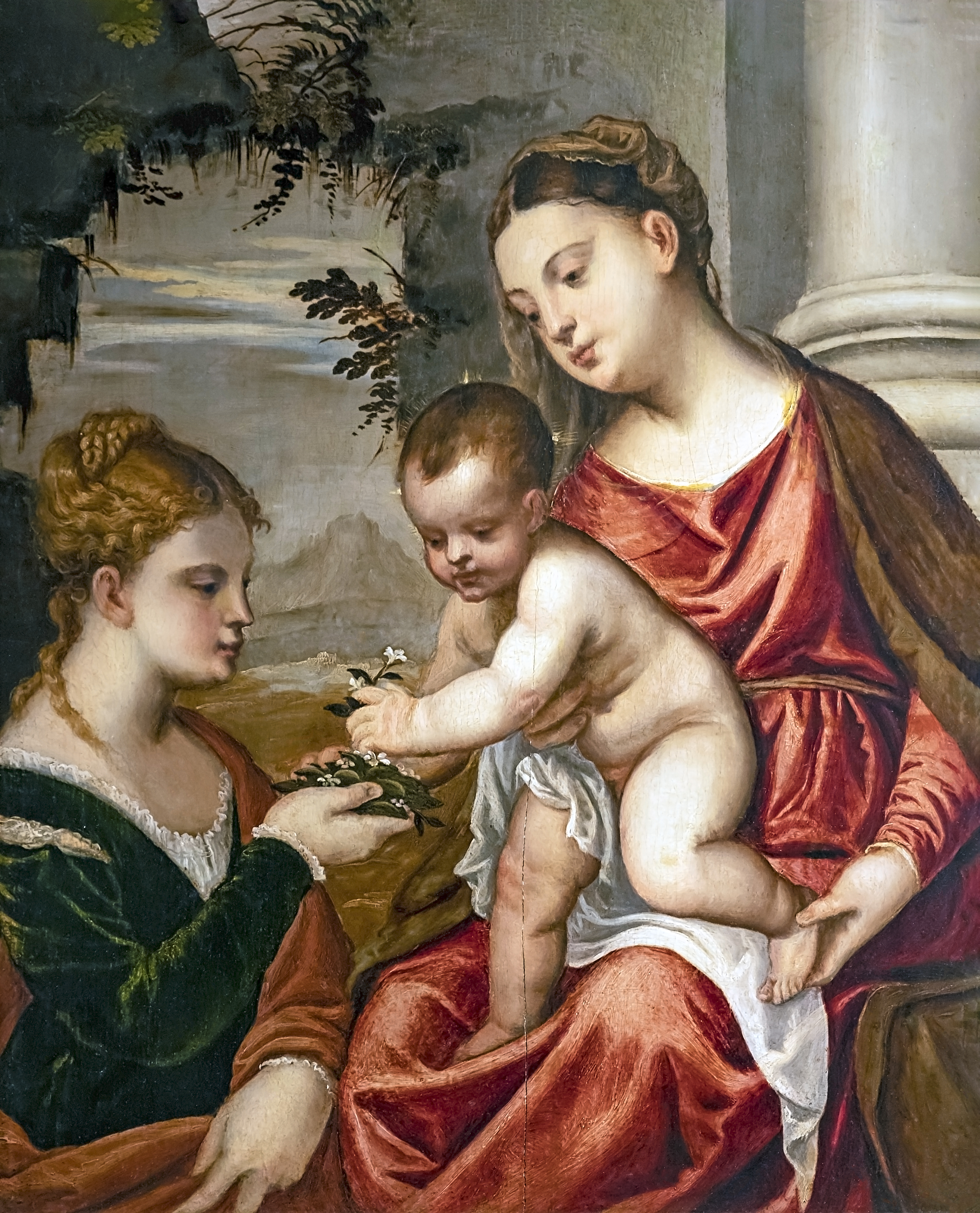
Mariage mystique de Sainte Catherine, Ca 'Rezzonico, Venise.
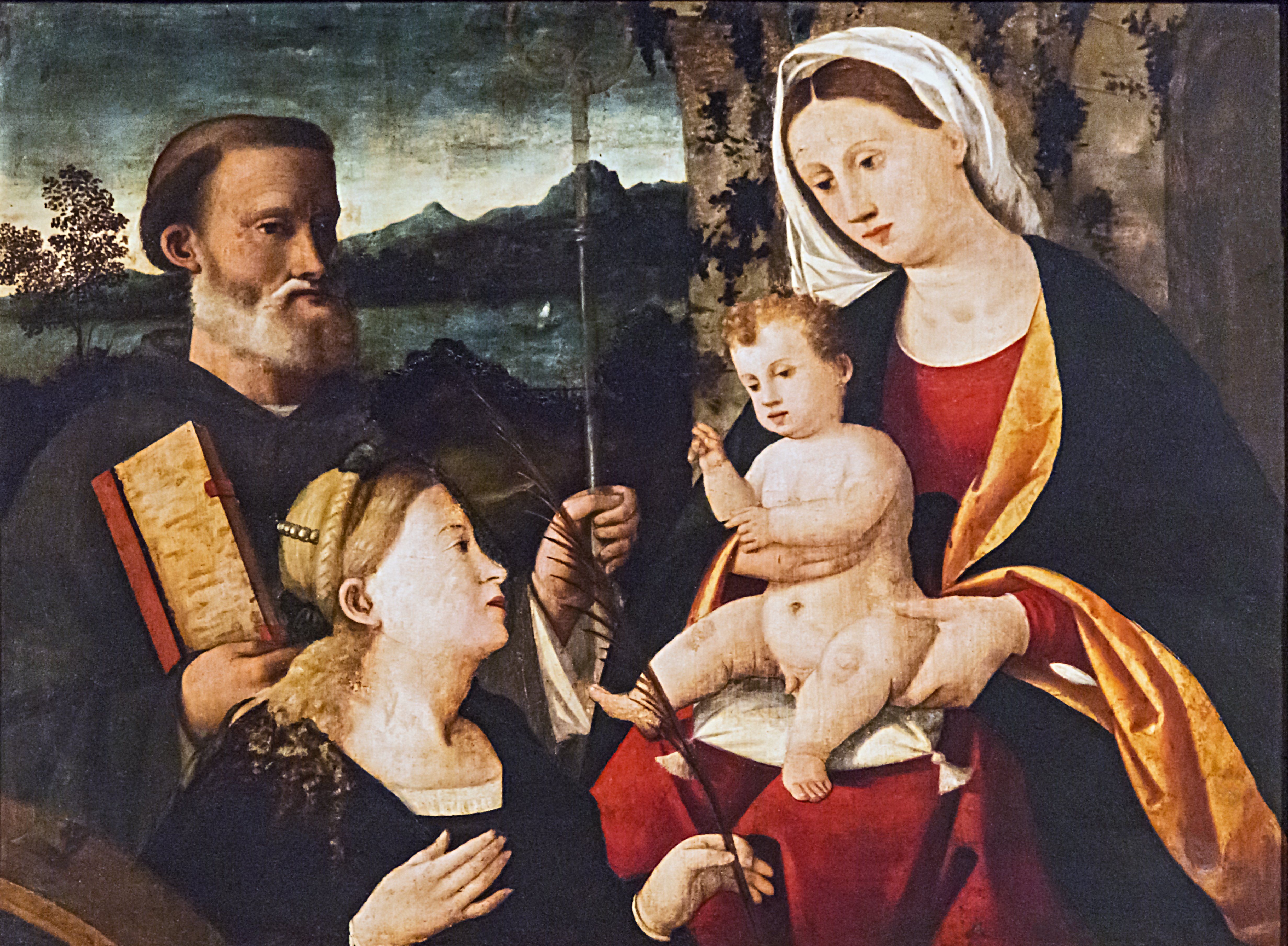
Mariage mystique de Sainte Catherine, Basilique Santa Maria Gloriosa dei Frari, Venise.
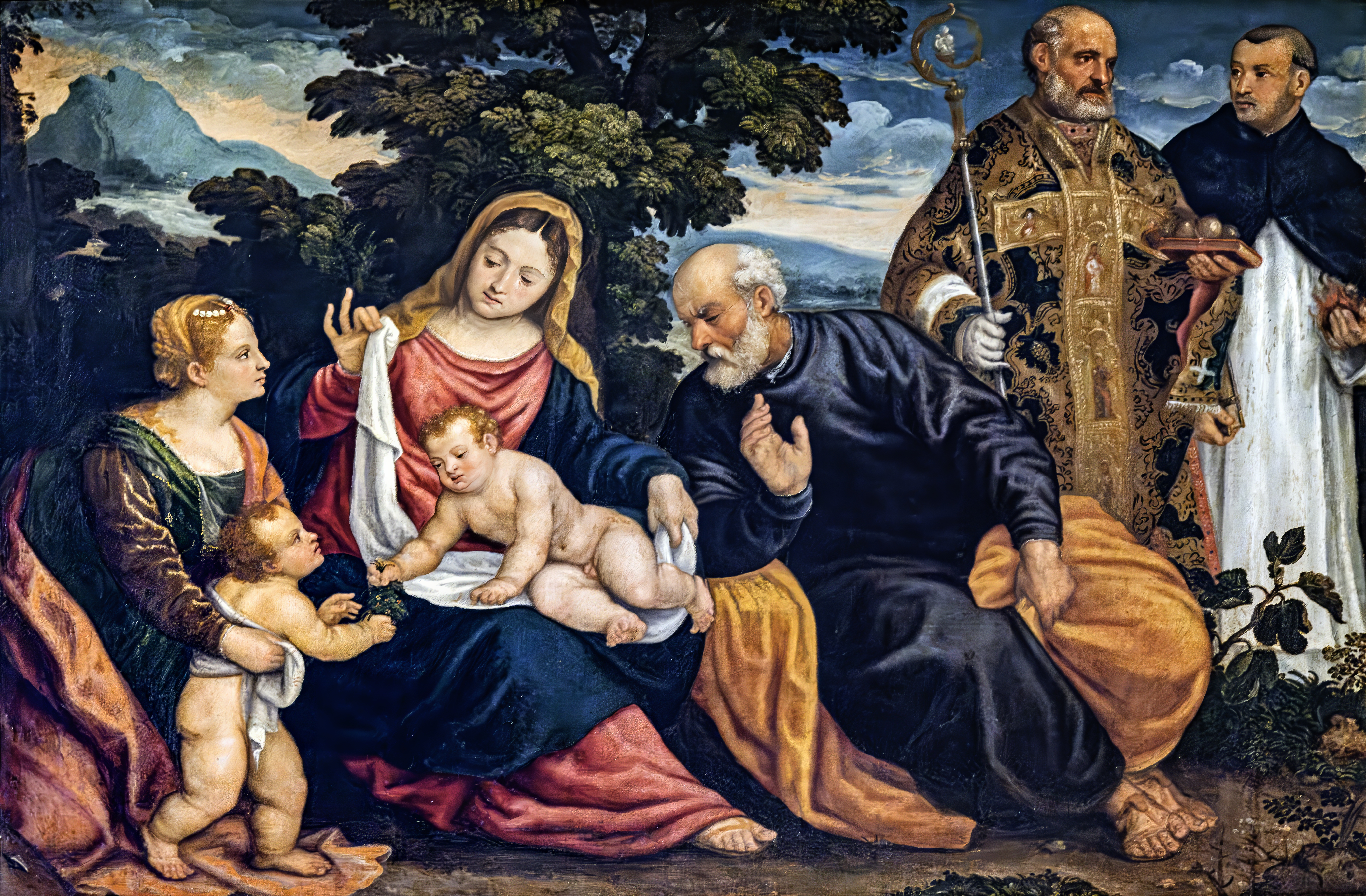
Conversation sacrée - Pinacothèque Querini Stampalia (Venise)
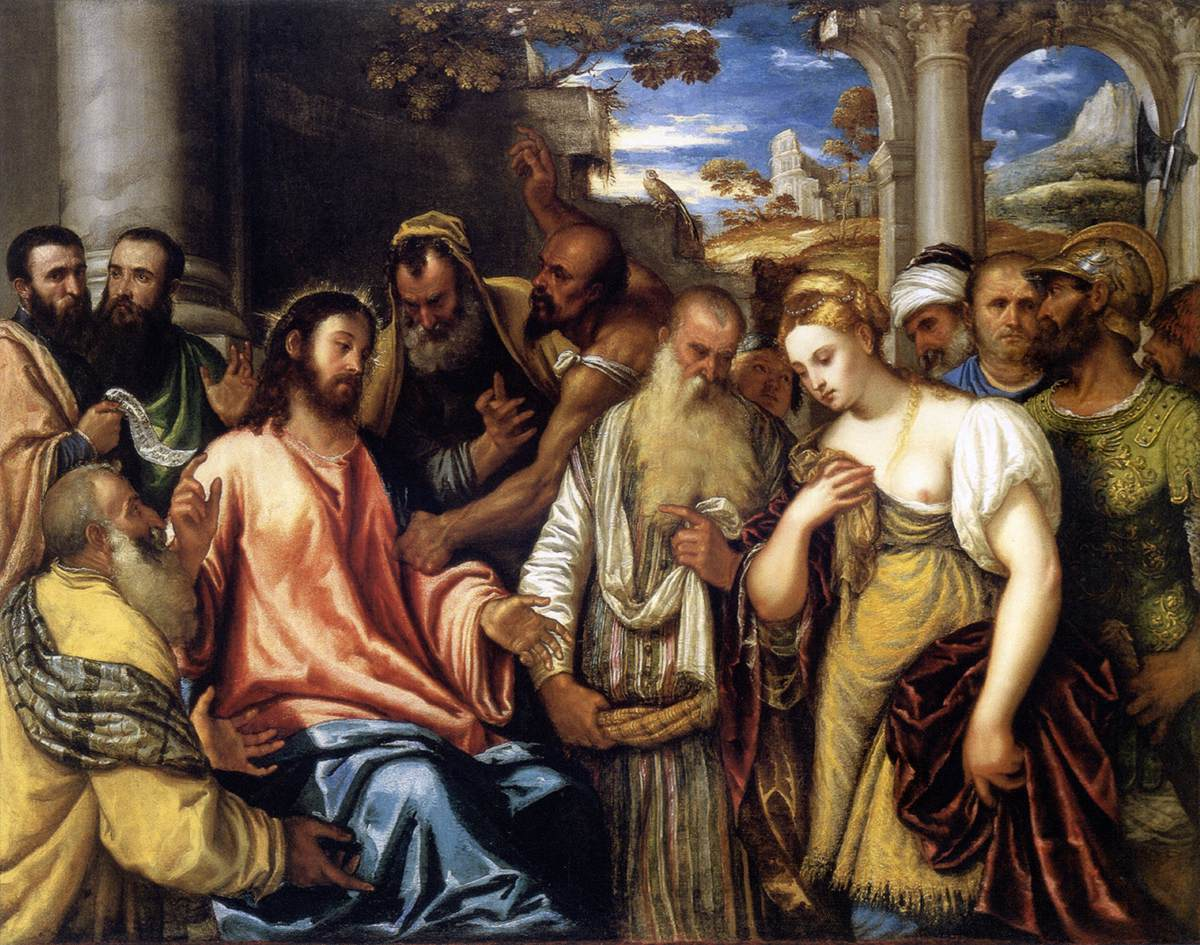
Cristo e l'adultera, Szépművészeti Múzeum, Budapest).